# Harry "Båten" Johansson
För andra betydelser, se Harry Johansson.
Harry Arnold "Båten" Johansson, född 16 april 1909 i Örgryte församling, död 3 mars 1967 i Göteborg, var en svensk fotbollsspelare (centerhalv), som representerade Gais 1928–1933 och därefter Gårda BK.
Han är begravd på Kvibergs kyrkogård i Göteborg.

## Karriär
Johansson spelade för Gais från och med säsongen 1928/1929, men tog inte en ordinarie plats i laget förrän våren 1932, då han bildade halvbackslinje tillsammans med Helge Liljebjörn och Carl Johnsson. Många utomstående betraktare ansåg att det var märkligt att den så lovande "Båten" hade fått stå tillbaka så länge, när man till och med hade använt gamla trotjänare som Erik "Snejsarn" Johansson och Erik "Kusken" Johansson på centerhalven. Säsongen 1932/1933 spelade Johansson 19 av 22 matcher när Gais slutade på andra plats i Allsvenskan och tog stora silvret.
Inför säsongen 1933/1934 gick Johansson till Gårda BK i division 2, men då övergången kom till stånd sent vägrade Gais lösa honom från sin registrering, och han skulle därmed inte bli spelklar för Gårda förrän 15 juni 1934. Sedan Gais under vinteruppehållet övertagit Gårdas vänsterytter Sven Hammar kom emellertid klubbarna överens även om Johansson, som därmed kunde spela för division II-klubben under vårsäsongen. Han var med och tog upp Gårda till Allsvenskan till säsongen 1935/1936, och spelade sedan sammanlagt 129 allsvenska matcher (1 mål) för klubben fram till degraderingen 1943.
I det civila arbetade Johansson som sågverksarbetare.

### I landslaget
Johansson spelade 9 A-landskamper och 1 B-landskamp för Sverige mellan 1932 och 1935.